# Hungry Horse
Hungry Horse – jednostka osadnicza w Stanach Zjednoczonych, w stanie Montana, w hrabstwie Flathead.